# Facundo Zabala
Facundo Gabriel Zabala (Rosario, 2 gennaio 1999) è un calciatore argentino, difensore dell'Olimpia.

## Carriera
Cresciuto nelle giovanili del Rosario Central, nel 2017 era vicino a trasferirsi al Catania. Così, all'inizio del 2019, è stato ceduto in prestito ai costaricani dell'Alajuelense, che al termine della stagione l'hanno riscattato a titolo definitivo. Nel gennaio del 2021 firma un contratto con i ciprioti dell'APOEL.
Il 1º luglio 2022 viene acquistato dal Venezia. Il 14 agosto fa il suo esordio con i lagunari nella prima giornata del campionato di Serie B contro il Genoa, esordendo da titolare e venendo sostituito nell'intervallo. 
Quella contro i liguri è stata la sua unica presenza con i lagunari e il 10 gennaio 2023 viene ceduto in prestito all'Olimpia. L'8 dicembre viene riscattato dal club paraguaiano.

## Statistiche

### Presenze e reti nei club
Statistiche aggiornate all'11 gennaio 2023.
| Stagione           | Squadra            | Campionato         | Campionato | Campionato | Coppe nazionali | Coppe nazionali | Coppe nazionali | Coppe continentali | Coppe continentali | Coppe continentali | Altre coppe | Altre coppe | Altre coppe | Totale | Totale |
| Stagione           | Squadra            | Comp               | Pres       | Reti       | Comp            | Pres            | Reti            | Comp               | Pres               | Reti               | Comp        | Pres        | Reti        | Pres   | Reti   |
| ------------------ | ------------------ | ------------------ | ---------- | ---------- | --------------- | --------------- | --------------- | ------------------ | ------------------ | ------------------ | ----------- | ----------- | ----------- | ------ | ------ |
| gen.-giu. 2019     | Alajuelense        | PD                 | 7          | 0          |                 | -               | -               |                    | -                  | -                  |             | -           | -           | 7      | 0      |
| 2019-2020          | Alajuelense        | PD                 | 33         | 0          |                 | -               | -               |                    | -                  | -                  |             | -           | -           | 33     | 0      |
| 2020-gen. 2021     | Alajuelense        | PD                 | 17         | 2          |                 | -               | -               | CL                 | 3                  | 0                  |             | -           | -           | 20     | 2      |
| Totale Alajuelense | Totale Alajuelense | Totale Alajuelense | 57         | 2          |                 | -               | -               |                    | 3                  | 0                  |             | -           | -           | 60     | 2      |
| gen.-giu. 2021     | APOEL              | A                  | 2+13       | 0          | CC              | 4               | 1               |                    | -                  | -                  |             | -           | -           | 19     | 1      |
| 2021-2022          | APOEL              | A                  | 20+9       | 0+2        | CC              | 5               | 1               |                    | -                  | -                  |             | -           | -           | 34     | 3      |
| Totale APOEL       | Totale APOEL       | Totale APOEL       | 22+22      | 0+2        |                 | 9               | 2               |                    | -                  | -                  |             | -           | -           | 53     | 4      |
| 2022-gen. 2023     | Venezia            | B                  | 1          | 0          | CI              | 0               | 0               |                    | -                  | -                  |             | -           | -           | 1      | 0      |
| gen.-dic. 2023     | Olimpia            | PD                 | 0          | 0          |                 | -               | -               |                    | -                  | -                  |             | -           | -           | 0      | 0      |
| Totale carriera    | Totale carriera    | Totale carriera    | 102        | 4          |                 | 9               | 2               |                    | 3                  | 0                  |             | -           | -           | 114    | 6      |

## Palmarès

### Club

#### Competizioni nazionali
- Campionato costaricano: 1

Alajuelense: Apertura 2020